# Kim Rowe
Kim Rowe (* 17. Dezember 1952) ist ein ehemaliger jamaikanischer Sprinter.
Bei den Olympischen Spielen 1972 in München schied er in der 4-mal-400-Meter-Staffel im Vorlauf aus.
1974 erreichte er bei den British Commonwealth Games in Christchurch über 400 m das Halbfinale.
Seine persönliche Bestzeit über 440 Yards von 46,0 s (entspricht 45,7 s über 400 m) stellte er am 19. Mai 1973 in Minneapolis auf.